# アレクサンダル・ラキッチ
アレクサンダル・ラキッチ（Aleksandar Rakić、1992年2月6日 - ）はオーストリアの男性総合格闘家。ウィーン出身。ジム23／アメリカン・トップチーム所属。UFC世界ライトヘビー級ランキング7位。

## 来歴
オーストリアのウィーンでセルビア人の家庭に生まれる。13歳の時にキックボクシングとボクシングを始め、40試合以上をこなした。19歳の時に総合格闘技のトレーニングを始め、2011年にプロ総合格闘技デビュー。

### UFC
2017年9月2日、UFC初出場となったUFC Fight Night: Volkov vs. Struveでフランシマール・バホーゾと対戦し、3-0の判定勝ち。
2019年6月1日、UFC Fight Night: Gustafsson vs. Smithでライトヘビー級ランキング11位のジミ・マヌワと対戦し、開始42秒に左ハイキックで失神KO勝ち。パフォーマンス・オブ・ザ・ナイトを受賞した。
2019年12月21日、UFC Fight Night: Edgar vs. The Korean Zombieでライトヘビー級ランキング8位のヴォルカン・オーズデミアと対戦し、1-2の判定負け。UFC初黒星を喫したが、海外のMMAメディアサイトの採点では8人中7人の記者がラキッチの勝利を支持するなど物議を醸す判定となった。
2020年8月29日、UFC Fight Night: Smith vs. Rakićでライトヘビー級ランキング5位のアンソニー・スミスと対戦。1Rに右ローキックでダウンを奪い、以降はグラウンドで圧倒して3-0の判定勝ち。
2021年3月6日、UFC 259でライトヘビー級ランキング2位のチアゴ・サントスと対戦し、両者ともに手数の少ない試合となったが3-0の判定勝ち。
2022年5月14日、UFC on ESPN: Błachowicz vs. Rakićでライトヘビー級ランキング1位のヤン・ブラホヴィッチと対戦。2Rにグラウンドの攻防で優勢に立ったものの、3R序盤に右膝を負傷しTKO負け。試合後に右膝の前十字靭帯断裂と診断され、手術を受けた。
2024年4月13日、1年11カ月ぶりの復帰戦となったUFC 300でライトヘビー級ランキング2位の元UFC世界ライトヘビー級王者イリー・プロハースカと対戦。ローキックを効かせ、激しい打撃戦を繰り広げたもののパウンドで2RTKO負け。
2024年10月26日、UFC 308でライトヘビー級ランキング1位のマゴメド・アンカラエフと対戦し、0-3の判定負け。

## 戦績
| 総合格闘技 戦績 | 総合格闘技 戦績 | 総合格闘技 戦績 | 総合格闘技 戦績 | 総合格闘技 戦績 | 総合格闘技 戦績 | 総合格闘技 戦績 |
| --------------- | --------------- | --------------- | --------------- | --------------- | --------------- | --------------- |
| 19 試合         | (T)KO           | 一本            | 判定            | その他          | 引き分け        | 無効試合        |
| 14 勝           | 9               | 1               | 4               | 0               | 0               | 0               |
| 5 敗            | 2               | 1               | 2               | 0               | 0               | 0               |

| 勝敗 | 対戦相手                 | 試合結果                     | 大会名                                       | 開催年月日     |
|      | アザマト・ムルザカノフ   |                              | UFC 321: Aspinall vs. Gane                   | 2025年10月25日 |
| ×    | マゴメド・アンカラエフ   | 5分3R終了 判定0-3            | UFC 308: Topuria vs. Holloway                | 2024年10月26日 |
| ×    | イリー・プロハースカ     | 2R 3:17 TKO（パウンド）      | UFC 300: Pereira vs. Hill                    | 2024年4月13日  |
| ×    | ヤン・ブラホヴィッチ     | 3R 1:11 TKO（右膝の負傷）    | UFC on ESPN 36: Błachowicz vs. Rakić         | 2022年5月14日  |
| ○    | チアゴ・サントス         | 5分3R終了 判定3-0            | UFC 259: Błachowicz vs. Adesanya             | 2021年3月6日   |
| ○    | アンソニー・スミス       | 5分3R終了 判定3-0            | UFC Fight Night: Smith vs. Rakić             | 2020年8月29日  |
| ×    | ヴォルカン・オーズデミア | 5分3R終了 判定1-2            | UFC Fight Night: Edgar vs. The Korean Zombie | 2019年12月21日 |
| ○    | ジミ・マヌワ             | 1R 0:42 KO（左ハイキック）   | UFC Fight Night: Gustafsson vs. Smith        | 2019年6月1日   |
| ○    | デビン・クラーク         | 1R 4:05 TKO（パウンド）      | UFC 231: Holloway vs. Ortega                 | 2018年12月8日  |
| ○    | ジャスティン・レデット   | 5分3R終了 判定3-0            | UFC Fight Night: Shogun vs. Smith            | 2018年7月22日  |
| ○    | フランシマール・バホーゾ | 5分3R終了 判定3-0            | UFC Fight Night: Volkov vs. Struve           | 2017年9月2日   |
| ○    | セルジオ・ソウザ         | 1R TKO（パンチ連打）         | Austrian Fight Challenge 5                   | 2017年3月4日   |
| ○    | マルティン・バトゥール   | 1R 0:26 KO（パンチ）         | Austrian Fight Challenge 1                   | 2015年6月20日  |
| ○    | マルチン・プラフニオ     | 1R 0:29 TKO（左ストレート）  | Final Fight Championship 16                  | 2014年12月6日  |
| ○    | ノルベルト・ピーター     | 1R 4:57 TKO（パンチ連打）    | HG: Heimgala 2                               | 2014年9月13日  |
| ○    | ピーター・ロズマリング   | 1R 1:32 ノースサウスチョーク | Vendetta: Rookies 2                          | 2013年7月6日   |
| ○    | ラズロ・ツェーネ         | 1R KO（ハイキック）          | WFC: Challengers 3                           | 2012年6月3日   |
| ○    | リチャード・ロンヒーモ   | 2R 4:30 TKO（パンチ連打）    | Iron Fist: Vendetta 3                        | 2012年3月18日  |
| ○    | カルステン・ローレンツ   | 1R 1:42 TKO（パンチ連打）    | New Talents 15                               | 2012年2月4日   |
| ×    | クリスチャン・ラドケ     | 1R 4:34 ギロチンチョーク     | Rock The Cage 2                              | 2011年10月15日 |

## 表彰
- UFCパフォーマンス・オブ・ザ・ナイト（1回）